# Distretto elettorale di Eenhana
Il distretto elettorale di Eenhana è un distretto elettorale della Namibia situato nella Regione di Ohangwena con 21.089 abitanti al censimento del 2011. Il capoluogo è la città di Eenhana.